# Jimmy Windridge
James Edwin Windridge, detto Jimmy (Birmingham, 20 ottobre 1882 – 23 settembre 1939) è stato un calciatore inglese, di ruolo attaccante.

## Carriera

### Nazionale
Ha collezionato 8 presenze con la maglia della propria Nazionale.